# 34208 Danielzhang
34208 Danielzhang è un asteroide della fascia principale. Scoperto nel 2000, presenta un'orbita caratterizzata da un semiasse maggiore pari a 2,7408386 au e da un'eccentricità di 0,1974039, inclinata di 4,78997° rispetto all'eclittica.